# آمیسان (چونگچئونگ جنوبی)
آمیسان (به لاتین: Amisan) یک کوه در کره جنوبی است که در Chungcheongnam-do, South Korea واقع شده‌است. آمیسان ۶۳۰ متر بالاتر از سطح دریا واقع شده‌است.